# Jaxartia striolata
Jaxartia striolata là một loài bướm đêm trong họ Noctuidae.